# Moonbeam (Musikprojekt)
Moonbeam ist ein russisches DJ-Duo, bestehend aus den Brüdern Witali und Pawel Chwalejew (russisch Виталий Хвалеев und Павел Хвалеев). Ihren Musikstil beschreiben sie selbst als eine Mischung aus Trance, Progressive House, Atmospheric Techno und Deep Minimal.

## Geschichte
Witali (* 17. September 1979) und Pawel (* 27. Mai 1984) wurden in Nabereschnyje Tschelny, in der russischen Teilrepublik Tatarstan, geboren. 1999 zog Witali permanent nach Nischni Nowgorod, wo er zuvor bereits die Universität besuchte. Er begann dort als DJ zu arbeiten. Fünf Jahre später folgte ihm sein Bruder Pawel nach Nischni Nowgorod.
Bereits während seiner Studienzeit begann Pawel eigene Tracks und Remixes zu produzieren. Zu Beginn benutzten die Brüder das Pseudonym „Black & Cap“ für ihre Zusammenarbeit. 2003 arbeiteten sie mit dem US-amerikanischen Vokalisten Chris Lonsford zusammen, mit dem sie ihre erste Single „Raven True“ und etwas später noch „Consumption“ und „Forgotten Grey“ produzierten. Auf seinen Vorschlag hin übernahmen sie das neue Pseudonym Moonbeam. Zu Beginn produzierten sie vor allem Trance und Atmospheric Techno. 
2005 gründeten Moonbeam mit Moonbeam Digital das erste russische Digital-Musiklabel. 2007 begann eine Zusammenarbeit mit dem deutschen Musiklabel Traum Schallplatten, das ihre EPs „Eclipse“ und „Spring Story“ veröffentlichte. Im selben Jahr erhielten sie auch Verträge mit den holländischen Labels High Contrast Recordings, bei dem ihre EP „Cocoon“ erschien, und Black Hole Recordings, das „I Love Mornings“ und „See the Difference Inside“ auf ihrem Sublabel Songbird veröffentlichte. Letztere erhielt auch Unterstützung von Tiësto, der den Song in seine Compilation In Search of Sunrise 6 aufnahm. 
Auch mit Remixen haben Moonbeam einigen Erfolg. Ihr Remix von „To Forever“ von Rachael Starr erschien unter anderem auf Tiëstos Compilation In Search of Sunrise 7. 2009 wurden Moonbeam erstmals in die Liste der Top 100 DJs von DJ Magazine gewählt. Sie stiegen auf Platz 76 ein. Ende Jahr wurde ihre Single „About You“ von Armin van Buuren auf seiner Jahrescompilation A State of Trance Yearmix 2009 aufgenommen. 2010 erreichten sie sogar Platz 42 in der DJ-Liste von DJ Magazine.

## Diskografie

### Alben
- 2007: Malaria
- 2008: Consumption
- 2008: Шторм Облаков
- 2010: Around the World
- 2011: The Secret
- 2013: The Random
- 2015: Atom

### Singles (Auswahl)
- 2005: Raven Gipsy
- 2005: Forgotten Grey
- 2005: Ocean
- 2005: Around Me
- 2006: Global Warming (feat. Zhenya Orlova)
- 2006: Malaria
- 2006: Forgotten Feeling
- 2006: Farewell (feat. Oxana)
- 2006: Love and Rain
- 2006: Rebirth
- 2007: Cocoon
- 2007: Eclipse
- 2007: I Love Mornings
- 2007: See the Difference Inside
- 2007: Pick Me Up
- 2007: Consumption (feat. Chris Lunsford)
- 2008: Love Never Dies (mit Tyler Michaud feat. Fisher)
- 2008: Your Wind Is in My Hands (feat. Blackfeel Wite)
- 2008: Storm of Clouds (feat. Avis Vox)
- 2008: 7 Seconds (feat. Avis Vox)
- 2009: About You (feat. Avis Vox)
- 2009: Promised Land
- 2010: Distance
- 2010: Tiger
- 2010: Openhearted (mit Tyler Michaud feat. Tiff Lacey)
- 2010: The Lilt (feat. Avis Vox)
- 2010: Beijing
- 2010: Song for a Girl (feat. Blackfeel Wite)
- 2011: Dancing of the Ants (pres. Mondstrahl)
- 2011: Breathless
- 2011: Star Way (feat. Avis Vox)

### Remixe (Auswahl)
- 2007: Minilogue – Seconds
- 2008: Marcus Schössow – Chase My Rabbit
- 2008: Rachael Starr – To Forever
- 2009: Tritonal feat. Cristina Soto – Crash into Reason
- 2009: Matt Darey pres. Urban Astronauts feat. Kate Louise Smith – See the Sun
- 2009: Ben Preston feat. Susie – Why We Run
- 2009: Dakota – Koolhaus
- 2010: The Crystal Method feat. LMFAO – Sine Language
- 2011: BT – Love Can Kill You